# Navigare necesse est
|  | Denne artikel er oprettet af botten Steenthbot ud fra en ekstern database. Den kan derfor have sproglige fejl eller mangler. Denne skabelon kan fjernes efter kontrol af indholdet. |

Navigare necesse est er en dansk dokumentarfilm fra 1961 instrueret af Hans Christensen og Margot Christensen efter deres manuskript.

## Handling
En film bestilt af B&W om byggeriet af Hjejlen, dens rejse til Silkeborg og sejladsen med prominente gæster som Frederik 7. og Grevinde Danner - spillet af henholdsvis John Price og Grethe Sønck.
Lavet i anledning af Hjejleselskabets 100 års jubilæum.

## Medvirkende
- John Price
- Grethe Sønck
- Silkeborggensere